# GOLDEN☆BEST カズン 冬のファンタジー/シングル・コレクション
『GOLDEN☆BEST カズン 冬のファンタジー／シングル・コレクション』（ゴールデン☆ベスト - ）は、カズンのベスト・アルバム。2002年11月20日発売。発売元はソニー・ミュージックハウス。規格品番はMHCL-192。

## 解説
各レコード会社から発売されている“ゴールデン☆ベスト”シリーズの中の1枚。
いとこ同士による音楽ユニットが、キューンレコードに所属していた際に発表したCDシングルのA面曲と一部のカップリング曲、スタジオ・アルバム収録曲に加え、未発表曲「泣くのは後にしよう」「ハッピー・ハッピー」を加えたシングル・コレクション。
歌詞ブックレットには歌詞の他、ライナーノーツとディスコグラフィが、裏ジャケットには、キューンレコード時代のシングル及びアルバムのディスクジャケット写真一覧を掲載。

## 収録曲
特記以外　作詞・作曲:カズン 編曲: 漆戸啓
1. 愛なんて信じない（4:59）
  - 作詞:カズン・小林和子 編曲:本間昭光
  - コーラスアレンジ: 本間昭光・杉真理
2. 傷ついた翼で（5:23）
  - 編曲:本間昭光
3. ベルが鳴った（Como chan version）（4:52）
  - 作詞:小林和子 作曲・編曲:小森田実
4. 雨の日も風の日も（Sugi sama version）（4:50）
  - 作詞:小林和子 作曲:杉真理 編曲:杉真理・嶋田陽一
5. 冬のファンタジー（4:57）
  - 作詞: カズン・小林和子 編曲:本間昭光
6. 想い出をつくろう（4:48）
  - 作詞:小林和子 作曲・編曲:小森田実
7. 水曜日に会いましょう（4:04）
  - 編曲:清水信之
8. 恋する惑星（4:23）
  - 作詞:小林和子 作曲・編曲:小森田実
9. 夢追いかけて（4:59）
  - 作詞:カズン・小林和子 作曲:林哲司 編曲:漆戸啓・本間昭光
10. サイレント ナイト（4:45）
  - 作詞:カズン・小林和子 編曲:漆戸啓・三宅一徳
11. ふたりのSomeday（4:34）
  - 作詞: カズン・小林和子 編曲:漆戸啓・三宅一徳
12. Happy Rain（4:35）
13. クレッシェンド（4:37）
14. あなたに会えてよかった（4:29）
15. 泣くのは後にしよう（5:20）
16. ハッピー・ハッピー（4:43）